# روبرت هاردن
روبرت هاردن (بالإنجليزية: Rupert Harden)‏ هو لاعب اتحاد الرغبي أسترالي، ولد في 9 مايو 1985 في ملبورن في أستراليا.